# Flor venenosa
«Flor venenosa» es el tercer sencillo del grupo español de rock Héroes del Silencio y el primero promocional del álbum El mar no cesa publicado en 1989. Se recopiló dentro de dicho álbum del que fue el corte n° 6 y el n.º 7 en su versión CD. 
Se editaron dos versiones de este sencillo, la primera con «Olvidado» en la cara B en su versión 7" y con «La visión de vuestras almas» como tema extra en su versión 12".

## Lista de canciones
1. «Flor venenosa»
2. «Olvidado»
3. «La visión de vuestras almas»

## Créditos
- Juan Valdivia — guitarra.
- Enrique Bunbury — voz y guitarra acústica.
- Joaquín Cardiel — bajo eléctrico y coros.
- Pedro Andreu — batería.